# Lordotus albidus
Lordotus albidus är en tvåvingeart som beskrevs av Hall 1954. Lordotus albidus ingår i släktet Lordotus och familjen svävflugor. Inga underarter finns listade i Catalogue of Life.